# Eric Sandrin
Eric Lee Sandrin, conosciuto anche con il nome coreano di Lee Seung-jun (이승준?; 18 marzo 1978), è un ex cestista statunitense naturalizzato sudcoreano.

## Carriera
Con la Corea del Sud ha disputato i Campionati asiatici del 2013.